# Wang Sin-jü
Wang Sin-jü (čínsky pchin-jinem Wáng Xīnyú, znaky zjednodušené 王欣瑜, * 26. září 2001 Šen-čen, Kuang-tung) je čínská profesionální tenistka. Na grandslamu zvítězila v ženské čtyřhře French Open 2023 se Sie Šu-wej. Ve své dosavadní kariéře na okruhu WTA Tour vyhrála čtyři deblové turnaje. V sérii WTA 125 triumfovala v jedné čtyřhře. V rámci okruhu ITF získala sedm titulů ve dvouhře a dva ve čtyřhře. Na pařížských Letních olympijských hrách 2024 vybojovala s Čangem Č’-čenem stříbrnou medaili ve smíšené čtyřhře. V juniorském tenise triumfovala ve čtyřhře Australian Open 2018 a Wimbledonu 2018.
Na žebříčku WTA byla ve dvouhře nejvýše klasifikována v říjnu 2023 na 32. místě a ve čtyřhře v květnu 2024 na 16. místě. Jejími trenéry jsou srbský šampion z Univerziády Aleksandar Slović a otec, bývalý tenista a kapitán čínského fedcupového týmu, Wang Pcheng. Připravuje se v šenčenském sportovním centru.
V čínském týmu Billie Jean King Cupu debutovala v roce 2021 's-hertogenboschskou světovou baráží proti Nizozemsku, v níž prohrála dvouhry s Bertensovou i Rusovou. Číňanky odešly poraženy 2:3 na zápasy. Do září 2025 v soutěži nastoupila k šesti mezistátním utkáním s bilancí 2–3 ve dvouhře a 2–0 ve čtyřhře.
Čínu reprezentovala na Letních olympijských hrách 2024 v Paříži. Ve třetím kole dvouhry podlehla polské světové jedničce Ize Świątekové. Do ženské čtyřhry nastoupila s Čeng Saj-saj. Časnou porážku jim přivodila ukrajinská dvojčata Nadija a Ljudmyla Kičenokova. Stříbrnou medaili vybojovala ve smíšené soutěži po boku  Čang Č’-čena.

## Juniorský tenis
V juniorském tenise vyhrála s Tchajwankou Liang En-šuo čtyřhru na Australian Open 2018. V melbournské singlové soutěži ji před branami finále zastavila Francouzka Clara Burelová. Rovněž ve dvouhře Wimbledonu 2018 vypadla v semifinále po porážce od Polky Igy Świątekové. Z wimbledonského deblu si odvezla druhou grandslamovou trofej. V boji o titul s Wang Si-jü přehrály americké juniorky Caty McNallyovou a Whitney Osuigweovou.
Čínu reprezentovala na Letních olympijských hrách mládeže 2018 v Buenos Aires, kde na dvorcích Lawn Tennis Clubu získala s Wang Si-jü bronzovou medaili ve čtyřhře. V singlové soutěži se stala pátou nasazenou. V semifinále podlehla Slovince Kaje Juvanové a v utkání o bronz Kolumbijce Maríi Camile Osoriové Serranové.
Na juniorském kombinovaném žebříčku ITF figurovala nejvýše v říjnu 2018 na 2. místě.

## Profesionální kariéra
V rámci hlavních soutěží událostí okruhu ITF debutovala v červenci 2016, když na turnaji v srbské Prokuplji s dotací 10 tisíc dolarů postoupila z kvalifikace. Ve druhém kole dvouhry podlehla Ukrajince Marianně Zakarljukové ze sedmé světové stovky. Premiérový titul v této úrovni tenisu vybojovala během srpna 2018 na nonthaburijském turnaji s rozpočtem 25 tisíc dolarů. Ve finále přehrála deblovou spoluhráčku Wang Si-jü.

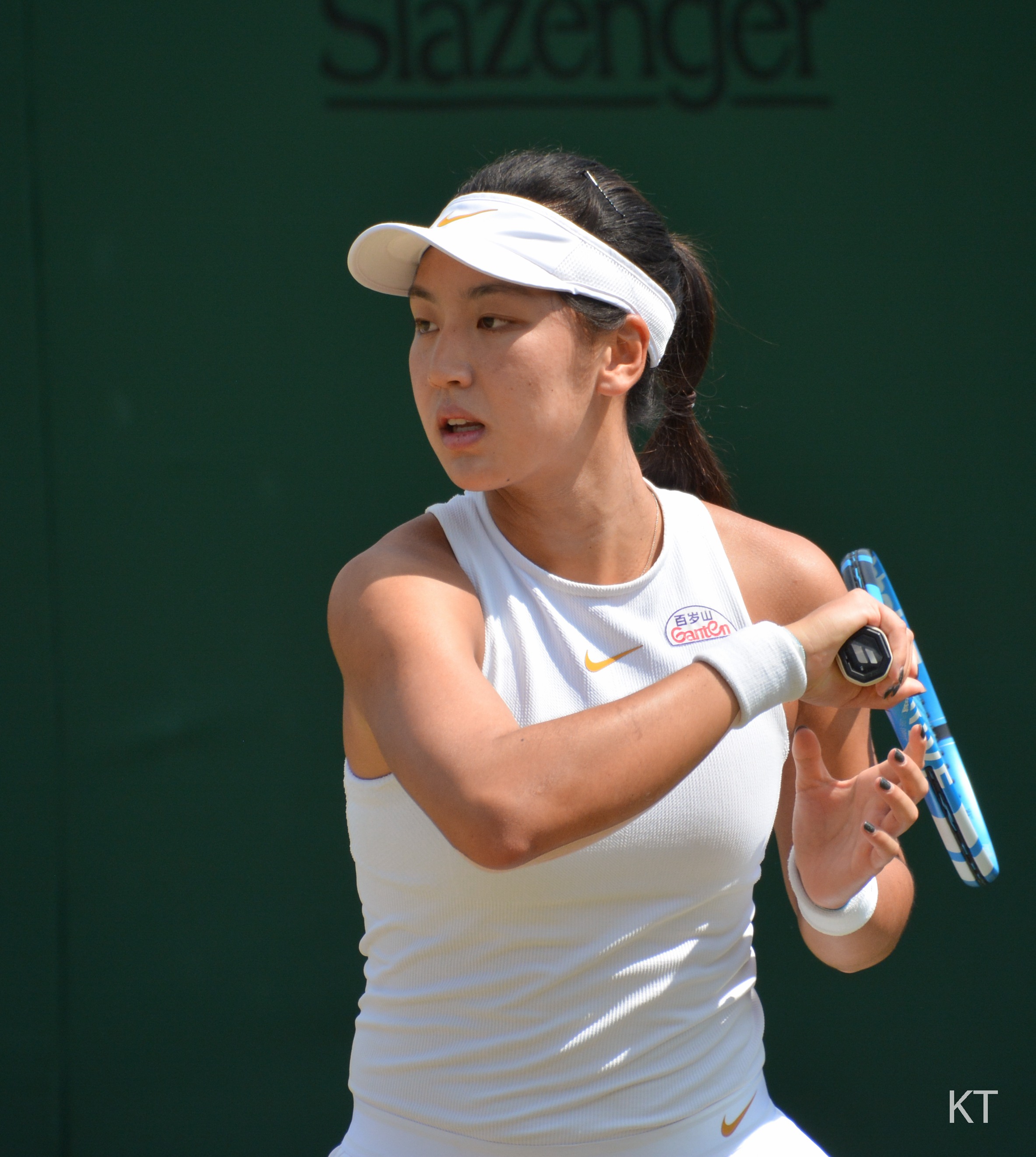
Na wimbledonské juniorce 2018

Debut v hlavní soutěži nejvyšší grandslamové kategorie zaznamenala v ženském singlu Australian Open 2018. V šestnácti letech se tak stala nejmladším čínským tenistou, který si zahrál dvouhru na grandslamu. Divokou kartu si zajistila výhrou v šestém ročníku asijsko-pacifického kvalifikačního turnaje Australian Open, jenž se konal během prosince 2017 v Ču-chaji. Do Melbourne Parku zavítala jako členka sedmé světové stovky. V prvním kole dvouhry ji vyřadila čtyřicátá druhá žena klasifikace Alizé Cornetová po dvousetovém průběhu. Zápas se zároveň stal její premiérou na okruhu WTA Tour. 
Ve druhé fázi lednového Shenzhen Open 2019 získala proti světové devětadvacítce Marii Šarapovové první sadu, ale v závěru druhé musela duel skrečovat pro křeče dolní končetiny. Utkání s bývalou světovou jedničkou označila za největší moment dosavadní kariéry. Do turnaje z kategorie Premier Mandatory poprvé zasáhla na Miami Open 2019 v Miami Gardens. Ve třísetovém duelu ji přehrála Misaki Doiová, japonská kvalifikantka z druhé světové stovky. Do premiérového finále na okruhu WTA Tour postoupila na zářijovém Jiangxi Open 2019 v Nan-čchangu. Ve finále čtyřhry zdolala s krajankou Ču Lin čínské turnajové dvojky Pcheng Šuaj s Čang Šuaj ve dvou sadách. Z newyorské kvalifikace se probojovala do dvouhry grandslamového US Open 2019, kde nenašla recept na krajanku Ču Lin. Naopak závěrečná kvalifikační kola nezvládla na Australian Open 2020 i French Open 2020. V prvním případě podlehla Rusce Anně Kalinské a ve druhém pozdější pařížské semifinalistce Nadě Podoroské.

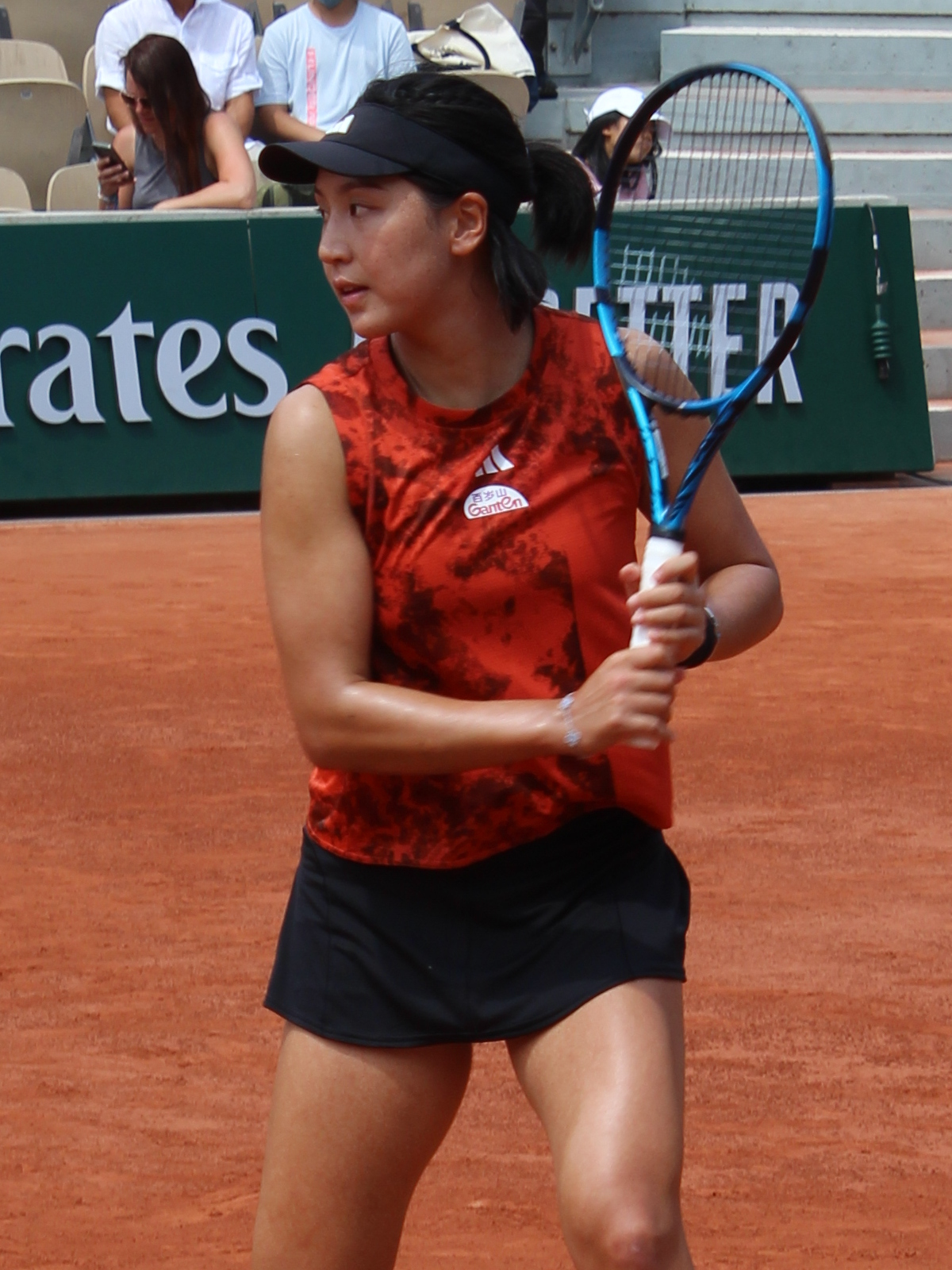
Na French Open 2023 vyhrála čtyřhru

První grandslamovou trofej získala v ženské čtyřhře French Open 2023, do níž zasáhla s 37letou Tchajwankou Sie Šu-wej. Společně odehrály teprve druhý turnaj, když spolupráci navázaly o týden dříve na pařížské generálce Internationaux de Strasbourg, s jediným vítězným zápasem. Její spoluhráčka na majorech chyběla od sezóny 2022 pro zranění a v Paříži tak startovaly pod žebříčkovou ochranou. V soutěži postupně vyřadily pět nasazených dvojic, včetně turnajových čtyřek Ljudmyly Kičenokové a Jeļeny Ostapenkové ve třetím kole. Ve finále zdolaly kanadsko-americké turnajové desítky Leylah Fernandezovou s Taylor Townsendovou. Ve 21 letech odehrála na grandslamu teprve třetí deblovou soutěž a na túře WTA si připsala třetí titul ve čtyřhře. Po skončení se posunula ze 105. na 26. místo deblového žebříčku, znamenající nové kariérní maximum.
První dvě výhry nad členkou elitní světové desítky získala proti Jessice Pegulaové, když ji jako pátou ženu žebříčku porazila ve druhém kole Wimbledonu 2024 a znovu ve třetí fázi Wuhan Open 2024, na němž Američanka startovala jako světová trojka. Přes Jekatěrinu Alexandrovovou se ve Wu-chanu probojovala do prvního semifinále turnaje v úrovni WTA 1000. V něm ale nestačila na sedmou hráčku žebříčku Čeng Čchin-wen. Obě odehrály premiérové semifinále dvou Číňanek v tisícové kategorii založené jako Premier Mandatory v roce 2009. Do prvního singlového finále okruhu WTA Tour prošla na travnatém Berlin Tennis Open 2025 v úrovni WTA 500. Z pozice 49. ženy klasifikace musela na silně obsazeném turnaji zvládnout kvalifikaci, kde ji v třísetových kláních nezastavily Australanka Talia Gibsonová ani o dvanáct míst níže postavená Tunisanka Ons Džabúrová. V hlavní soutěži postoupila do finále bez ztráty setu přes světovou šestnáctku Darju Kasatkinovou, dvojku Coco Gauffovou, zraněnou desítku Paulu Badosovou a dvacátou ženu klasifikace Ljudmilu Samsonovovou. Poprvé tak překonala semifinálovou fázi, když všech šest semifinále v předchozí kariéře prohrála. Z boje o titul však odešla poražena od 164. ženy pořadí Markéty Vondroušové. V tiebreaku úvodní sady přitom nevyužila šest setbolů, z toho od stavu míčů 6–2 čtyři v řadě. Ziskem druhého setu si vynutila rozhodující dějství, které hladce prohrála.  Po skončení´vystoupala 23. června 2025 na 33. příčku, jedno místo za svým maximem.

## Finále na Grand Slamu

### Ženská čtyřhra: 1 (1–0)
| Stav    | rok  | turnaj      | povrch | spoluhráčka | soupeřky ve finále                     | výsledek           |
| ------- | ---- | ----------- | ------ | ----------- | -------------------------------------- | ------------------ |
| Vítězka | 2023 | French Open | antuka | Sie Šu-wej  | Leylah Fernandezová Taylor Townsendová | 1–6, 7–6(7–5), 6–1 |

## Utkání o olympijské medaile

### Smíšená čtyřhra: 1 (1 stříbro)
| Stav    | rok  | místo konání   | povrch | spoluhráč   | soupeři                         | výsledek         |
| ------- | ---- | -------------- | ------ | ----------- | ------------------------------- | ---------------- |
| Stříbro | 2024 | Paříž, Francie | antuka | Čang Č’-čen | Kateřina Siniaková Tomáš Macháč | 2–6, 7–5, [8–10] |

## Finále na okruhu WTA Tour
| Legenda                                      |
| -------------------------------------------- |
| D – dvouhra; Č – čtyřhra                     |
| Grand Slam (1–0 Č)                           |
| Turnaj mistryň (0)                           |
| Premier Mandatory & Premier 5 / WTA 1000 (0) |
| Premier / WTA 500 (0–1 D; 1–0 Č)             |
| International / WTA 250 (2–5 Č)              |

### Dvouhra: 1 (0–1)
| Stav       | č. | datum           | turnaj          | kategorie | povrch | soupeřka ve finále  | výsledek             |
| ---------- | -- | --------------- | --------------- | --------- | ------ | ------------------- | -------------------- |
| Finalistka | 1. | 22. června 2025 | Berlín, Německo | WTA 500   | tráva  | Markéta Vondroušová | 6–7(10–12), 6–4, 2–6 |

### Čtyřhra: 9 (4–5)
| Stav       | č. | datum         | turnaj                      | povrch        | kategorie | spoluhráčka  | soupeřky ve finále                       | výsledek           |
| ---------- | -- | ------------- | --------------------------- | ------------- | --------- | ------------ | ---------------------------------------- | ------------------ |
| Vítězka    | 1. | září 2019     | Nan-čchang, Čína            | International | tvrdý     | Ču Lin       | Pcheng Šuaj Čang Šuaj                    | 6–2, 7–6(7–5)      |
| Vítězka    | 2. | říjen 2021    | Courmayeur, Itálie          | WTA 250       | tvrdý (h) | Čeng Saj-saj | Eri Hozumiová Čang Šuaj                  | 6–4, 3–6, [10–5]   |
| Finalistka | 1. | listopad 2021 | Linec, Rakousko             | WTA 250       | tvrdý (h) | Čeng Saj-saj | Natela Dzalamidzeová Kamilla Rachimovová | 4–6, 2–6           |
| Finalistka | 2. | únor 2022     | Zapopan, Mexiko             | WTA 250       | tvrdý     | Ču Lin       | Kaitlyn Christianová Lidzija Marozavová  | 5–7, 3–6           |
| Finalistka | 3. | únor 2023     | Hua Hin, Thajsko            | WTA 250       | tvrdý     | Ču Lin       | Čan Chao-čching Wu Fang-sien             | 1–6, 6–7(6–8)      |
| Finalistka | 4. | únor 2023     | Mérida, Mexiko              | WTA 250       | tvrdý     | Wu Fang-sien | Caty McNallyová Diane Parryová           | 0–6, 5–7           |
| Vítězka    | 3. | červen 2023   | French Open, Paříž, Francie | Grand Slam    | antuka    | Sie Šu-wej   | Leylah Fernandezová Taylor Townsendová   | 1–6, 7–6(7–5), 6–1 |
| Vítězka    | 4. | červen 2024   | Berlín, Německo             | WTA 500       | tráva     | Čeng Saj-saj | Čan Chao-čching Veronika Kuděrmetovová   | 6–2, 7–5           |
| Finalistka | 5. | únor 2023     | Singapur                    | WTA 250       | tvrdý (h) | Čeng Saj-saj | Desirae Krawczyková Giuliana Olmosová    | 5–7, 0–6           |

## Finále série WTA 125
| Legenda                  |
| ------------------------ |
| D – dvouhra; Č – čtyřhra |
| WTA 125 (0–1 D; 1–0 Č)   |

### Dvouhra: 1 (0–1)
| Stav       | č. | datum     | turnaj                  | povrch    | soupeřka ve finále        | výsledek      |
| ---------- | -- | --------- | ----------------------- | --------- | ------------------------- | ------------- |
| Finalistka | 2. | září 2021 | Columbus, Spojené státy | tvrdý (h) | Nuria Párrizasová Díazová | 6–2, 7–6(7–5) |

### Čtyřhra: 1 (1–0)
| Stav    | č. | datum     | turnaj                  | povrch    | spoluhráčka  | soupeřky ve finále                            | výsledek |
| ------- | -- | --------- | ----------------------- | --------- | ------------ | --------------------------------------------- | -------- |
| Vítězka | 1. | září 2021 | Columbus, Spojené státy | tvrdý (h) | Čeng Saj-saj | Nuria Párrizasová Díazová Dalila Jakupovićová | 6–1, 6–1 |

## Tituly na okruhu ITF
| Dotace turnajů okruhu ITF | Dotace turnajů okruhu ITF |
| ------------------------- | ------------------------- |
| 100 000 $ tournaments     | 80 000 $ tournaments      |
| 75 000 $ tournaments      | 60 000 $ tournaments      |
| 50 000 $ tournaments      | 25 000 $ tournaments      |
| 15 000 $ tournaments      | 10 000 $ tournaments      |

### Dvouhra (7 titulů)
| Č. | datum         | turnaj                         | kategorie | povrch    | soupeřka ve finále | výsledek      |
| -- | ------------- | ------------------------------ | --------- | --------- | ------------------ | ------------- |
| 1. | srpen 2018    | Nonthaburi, Thajsko            | 25 000    | tvrdý     | Wang Si-jü         | 6–1, 4–6, 6–1 |
| 2. | červen 2019   | Šen-čen, Čína                  | 25 000    | tvrdý     | Sün Fang-jing      | 6–1, 6–0      |
| 3. | červen 2019   | Cheng-jang, Čína               | 25 000    | tvrdý     | Sun C'-jüe         | 6–4, 6–3      |
| 4. | červenec 2019 | Tianjin, Čína                  | 25 000    | tvrdý     | Jovana Jakšićová   | 6–4, 6–2      |
| 5. | květen 2022   | La Bisbal d'Empordà, Španělsko | 100 000   | antuka    | Erika Andrejevová  | 6–3, 6–7, 6–0 |
| 6. | listopad 2022 | Tokio, Japonsko                | 60 000    | tvrdý (h) | Mojuka Učidžimová  | 6–1, 4–6, 6–3 |
| 7. | srpen 2023    | Landisville, Spojené státy     | 100 000   | tvrdý     | Madison Brengleová | 6–2, 6–3      |

### Čtyřhra (2 tituly)
| Č. | datum          | turnaj              | kategorie | povrch | spoluhráčka | soupeřky ve finále                | výsledek              |
| -- | -------------- | ------------------- | --------- | ------ | ----------- | --------------------------------- | --------------------- |
| 1. | 10. srpna 2018 | Ťi-nan, Čína        | 40 000    | tvrdý  | Jou Siao-ti | Sie Šu-jing Lu Ťing-ťing          | 6–3, 6–7(5–7), [10–2] |
| 2. | 17. srpna 2018 | Nonthaburi, Thajsko | 25 000    | tvrdý  | Wang Si-jü  | Destanee Aiavová Naiktha Bainsová | 7–5, 5–7, [10–4]      |

## Finále na juniorském Grand Slamu

### Čtyřhra juniorek: 2 (2–0)
| Stav    | rok  | turnaj          | povrch | spoluhráčka  | soupeřky ve finále                 | výsledek              |
| ------- | ---- | --------------- | ------ | ------------ | ---------------------------------- | --------------------- |
| Vítězka | 2018 | Australian Open | tvrdý  | Liang En-šuo | Violet Apisahová Lulu Sunová       | 7–6(7–4), 4–6, [10–5] |
| Vítězka | 2018 | Wimbledon       | tráva  | Wang Si-jü   | Caty McNallyová Whitney Osuigweová | 6–2, 6–1              |